# ستانلي ريد
ستانلي ريد (بالإنجليزية: Stanley Reid)‏ (5 مايو 1955 في أستراليا - ) هو لاعب كريكت أسترالي. لعب مع فريق تسمانيا للكريكت.

## وصلات خارجية
- ستانلي ريد على موقع إي آس بي آن كريك إنفو (الإنجليزية)